# Natal Sharks
Die Natal Sharks (dt. die Natal Haie; früher nur Natal genannt, Afrikaans: Natal Haaie) sind eine südafrikanische Rugby-Union-Mannschaft. Sie spielt im Currie Cup und ihr Spielbetrieb wird von der Natal Rugby Union (NRU) organisiert. Die Heimspiele werden im Kings-Park-Stadion in Durban ausgetragen. Der Verband stellt Spieler für das Franchise Sharks, das im international besetzten Super 14 spielt.
Die NRU wurde 1890 gegründet. Der erste Sieg im Currie Cup gelang jedoch erst 1990. Seitdem hat die Mannschaft diesen Titel fünfmal gewonnen, zuletzt 2008.

## Erfolge
Sieger Currie Cup: 1990, 1992, 1995, 1996, 2008, 2018

## Bekannte aktuelle und ehemalige Spieler
| - Johan Ackerman - BJ Botha - Bismarck du Plessis - Jannie du Plessis - Adrian Jacobs - Butch James - Ryan Kankowski - Frédéric Michalak (Frankreich) - Percy Montgomery - Tendai Mtawarira - Johann Muller - Odwa Ndungane | - Ruan Pienaar - JP Pietersen - Brent Russell - Bob Skinstad - John Smit - François Steyn - Joel Stransky - Riaan Swanepoel - Stefan Terblanche - Albert van den Berg - Jaco van der Westhuyzen |